# Bílý maják
Bílý maják (litevsky Baltasis švyturys) byl postaven v roce 1884 na konci severního vlnolamu v přístavu v Klaipėda v Klaipėdském kraji ve východní Litvě. Na konci druhé světové války byl zničen.

## Historie
V letech 1833–1834 zahájila Klaipėdská obchodní společnost stavba severního vlnolamu na severním břehu Klaipėdského průlivu. Po rozšíření v letech 1842–1858 a rekonstrukci v letech 1874–1881, kdy byl vlnolam rozšířen a zvýšen na 3–3,5 m, byl v roce 1884 vlnolam dostavěn. Jeho délka byla 2150 m. Na konci mola byl postaven maják, který označoval vjezd do přístavu. Maják byl rozsvícen 16. prosince 1884. Zděný omítnutý a bílé natřený maják vysoký 8,5 m vysílal červené světlo. Název dostal podle jeho bílé barvy. Dosvit světla byl dvě námořní míle a svítivost 450 cd.
V roce 1927 byl postaven na jižním vlnolamu železný maják, který vydával zelené světlo. Byl vysoký 7,35 m a zdroj světla byl ve výšce deset metrů nad mořem. V roce 1933 byla železná hrázděná věž vybavena světlem na zkapalněný plyn.
K oběma majákům byly vybudovány úzkorozchodné dráhy k obsluze, opravám a údržbě.
Na konci druhé světové války v roce 1945 byly oba majáky zničeny. Po válce byl Bílý maják nahrazen dřevěnou a později kovovou konstrukcí.

Bílý maják byl oblíbeným tématem pohlednic, fotografií, kalendářů a byl i na bankovkách a to v letech 1920–1923 na 10markové a od roku 1997 na bankovce v hodnotě 200 litas.

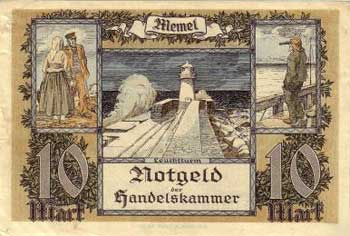
Deseti marková bankovka z roku 1922 s Bílým majákem
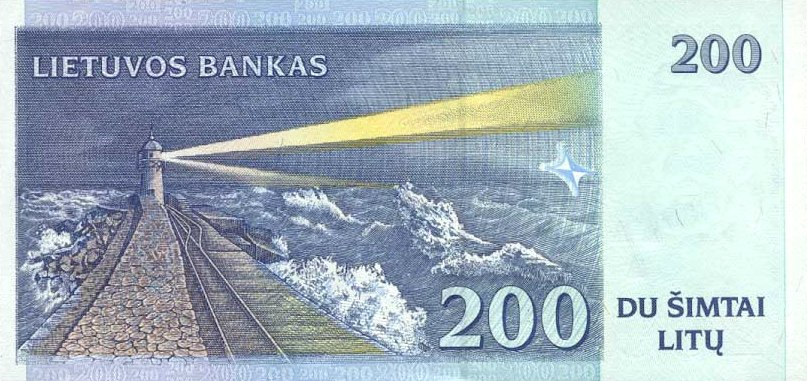
Bankovka z roku 1997 s Bílým majákem

## Nový maják
Nový maják, který označuje vjezd do Klaipėdské úžiny a přístavu v Klaipėdě, je na novém místě. Sloup majáku s čtvercovým ochozem je vysoký 12 m, výška ohniska světla je 16 m n. m. Maják vysílá každé tři sekundy červené světlo.

### Označení
- ARLHS LIT-003
- LT-0011
- Admiralty C3348
- NGA 12016

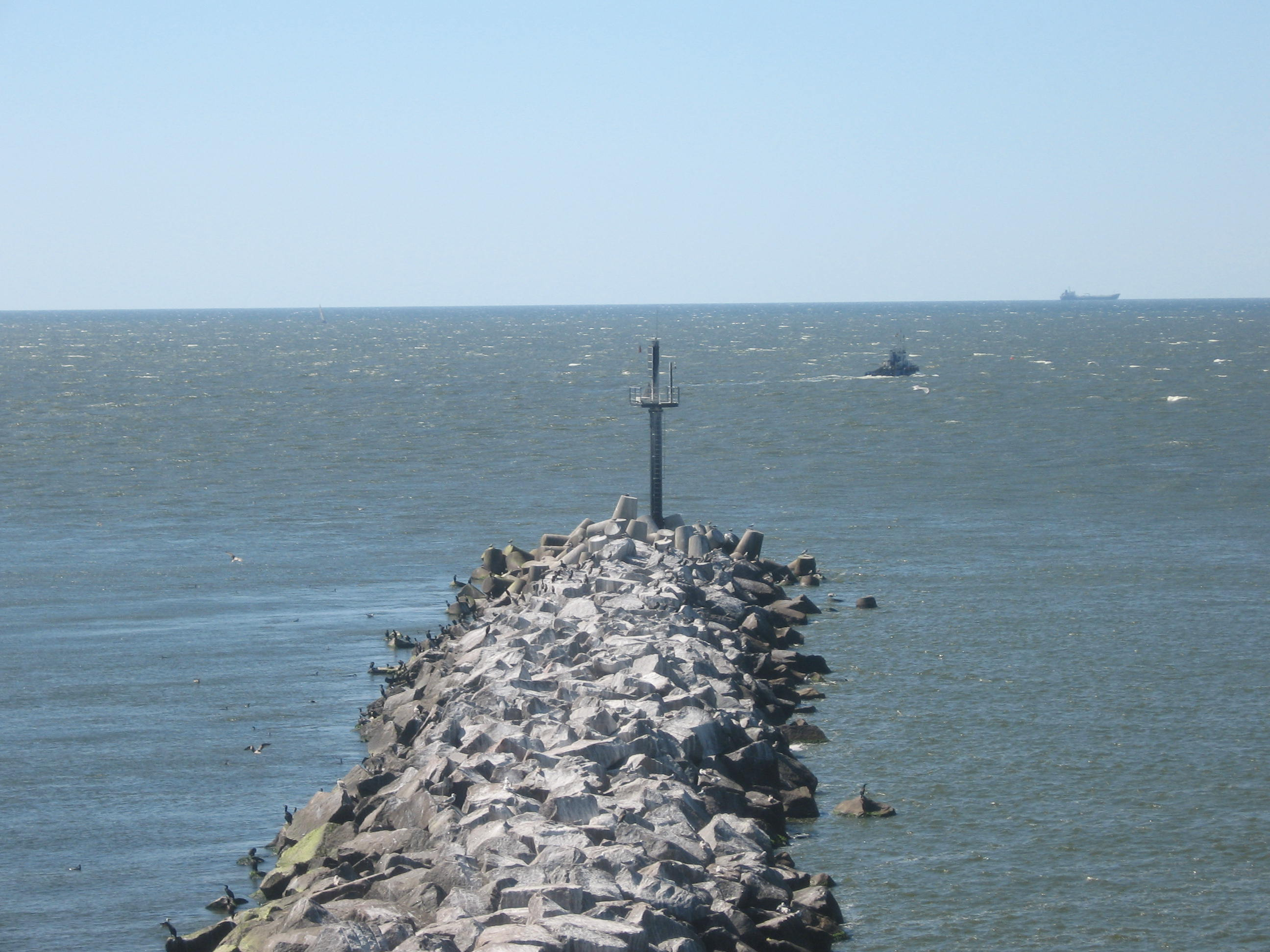
Maják na severním vlnolamu
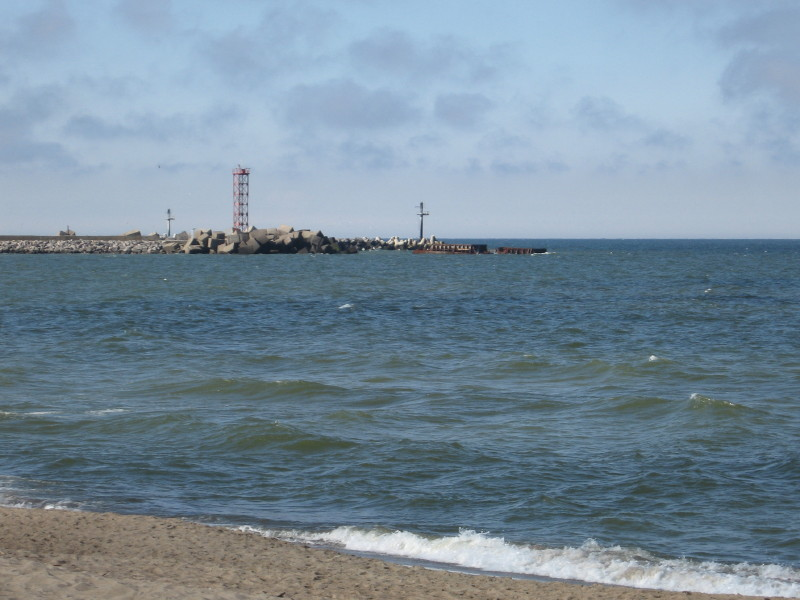
Pohled na majáky v ústí Klaipėdské úžiny. Vlevo maják na jižním vlnolamu, uprostřed věž na místě Bílého majáku a vpravo maják na severním vlnolamu
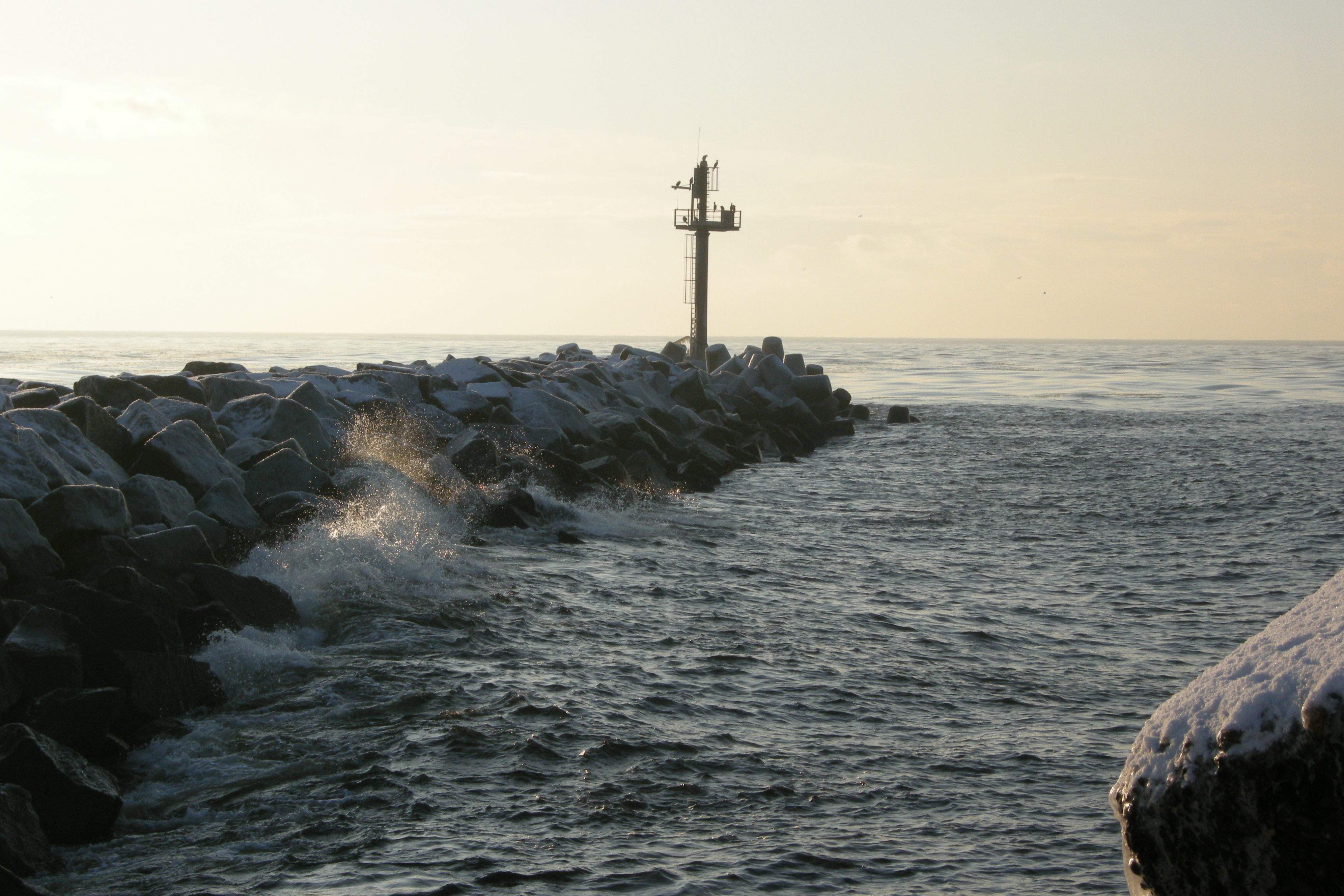
Severní vlnolam s majákem
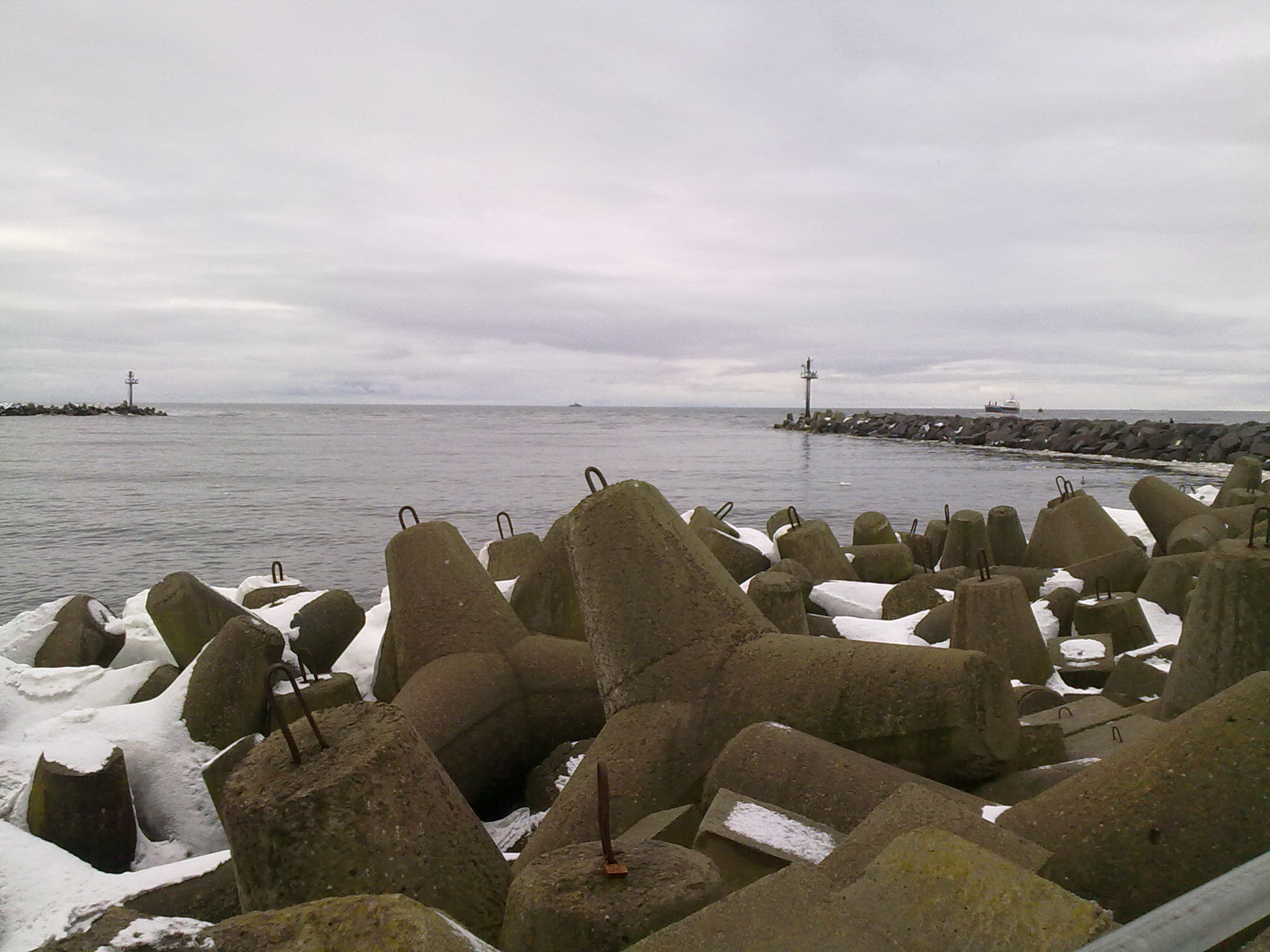
Pohled na majáky v ústí Klaipėdské úžiny.